# Roger Sauvage
Pour les articles homonymes, voir Sauvage (homonymie).
Roger Raymond Sauvage dit « Saussage » (Paris, 26 mars 1917- Nice, 26 septembre 1977) est un pilote de chasse et as aérien français de la Seconde Guerre mondiale, ayant fait partie de l'escadrille Normandie-Niemen.

## Biographie
Roger Sauvage nait le 26 mars 1917 dans le quartier de Ménilmontant, à Paris. Il est le fils naturel de Marie Adeline Sauvage (1893-1983), fleuriste et orphelin d'un père martiniquais, tué au chemin des Dames. Très jeune il est passionné d'aviation, découvre l'aviation légère et le vol à voile, et en 1935 s'engage dans l'armée de l'air. 
Il fait son apprentissage sur les bases aériennes de Tours et surtout d'Angers. Début mars 1938, il est affecté à Strasbourg, au groupe aérien d’observation 553, où il vole sur Mureaux 115. Puis, à sa demande, il rejoint au printemps suivant la base aérienne 112 de Reims, pour y intégrer l'escadrille SPA 67 du groupe de chasse I/5, unité en cours de transformation sur chasseur Curtiss H.75.
En avril 1940 son chasseur bimoteur Potez 631, est abattu par quatre Hawker Hurricane britanniques qui le confondent avec un Messerschmitt 110. Le 18 mai, il repart au combat sur son Potez 631 et participe à la destruction de l'un des Heinkel 111 qui viennent de bombarder le terrain d'Esbly près de Meaux. Un mois plus tard il détruit un Dornier 17 à Tours.

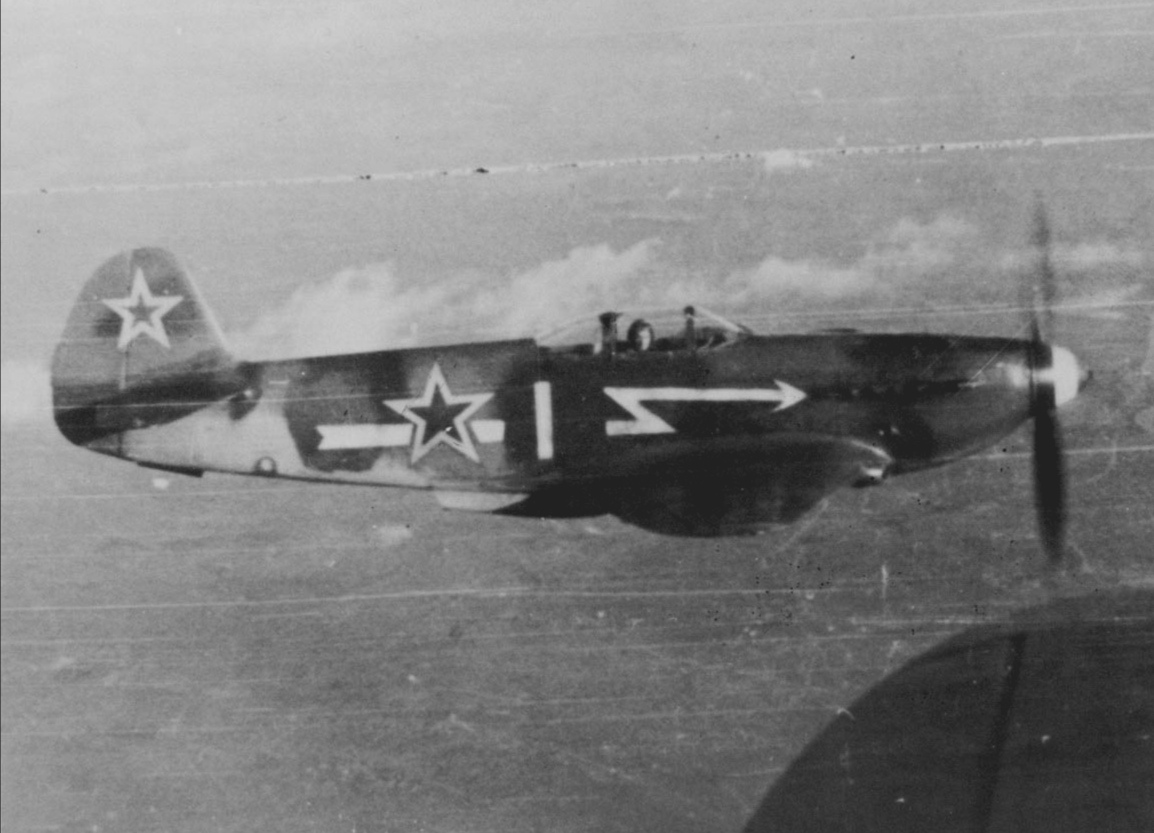
Roger Sauvage à bord de son Yak 3 le 15 juin 1945.

Après l'armistice et à la dissolution de l'escadrille, il est affecté quelques mois sur la base de Nîmes, puis en Afrique du Nord. Pendant plus de deux ans les vols sont quasiment impossibles, à l'exception du vol à voile que Roger redécouvre à l'occasion d'un stage. Après le débarquement anglo-américain de novembre 1942, l'armée de l'air d'Afrique du Nord est peu à peu rééquipée par les alliés, et Roger Sauvage souhaite reprendre le combat.
Le 30 septembre 1943 il est reçu par l'adjudant Feldzer alias « Constantin », chargé discrètement de recruter des pilotes désireux de se battre. Celui-ci lui laisse le choix :
- soit opter pour l'Angleterre et la Royal Air Force où se distinguent Pierre Closterman, René Mouchotte, Christian Martell ;
- soit rejoindre la Russie où se battent sous l'étiquette "Normandie" une poignée de Français libres : Albert Littolff, Jean Tulasne, Albert Preziosi.

Il choisit la Russie, le plus dur à tout point de vue. Outre les difficiles conditions de vie, les pertes atteignent 75 %. Le 31 décembre 1943, il arrive à Moscou. Du 6 janvier 1944 au 25 mai, il s'entraîne sur Yakovlev 3, 7 et 9.
À partir du 25 mai 1944, il participe aux offensives sur Vitebsk, Orcha, la Bérézina, Minsk, le Niémen et la province de Prusse-Orientale (poches de Königsberg et du Samland) sans discontinuer jusqu'au 8 mai 1945. Lors de diverses missions (escorte de bombardiers, soutien et mitraillage au sol, attaque de DCA, chasse, interception...) il abat 16 avions allemands (parfois à plus de 100 km à l'intérieur des lignes ennemies).
Le 15 juin 1945, il embarque sur son Yak 3 à destination de Paris, (via Elbing, Potsdam, Prague Stuttgart et Saint-Dizier) où il arrive le 20 juin.
Il quitte l'escadrille Normandie-Niemen en avril 1947, mais reste dans l'Armée de l'Air.
Il est nommé capitaine en avril 1950 et est rayé des cadres en janvier 1968.
Il est second de la liste d'UFF (d'obédience poujadiste) conduite par Jean-Marie Le Pen aux élections législatives de janvier 1956 dans la première circonscription de la Seine,. 

## Grades
- 1938 : sergent
- 1943 : aspirant
- 1945 : lieutenant
- 1954 : capitaine

## Citations et décorations
- 16 victoires officielles (2 lors de la bataille de France en mai-juin 1940 et 14 au sein du Normandie-Niemen en 1944-45)
- 13 citations (2 françaises en 1940 et 11 soviétiques entre 1944 et 1945)
- La promotion 2010 de l'École Militaire de l'Air porte son nom.

### Décorations françaises
- Ordre national de la Légion d'honneur : Chevalier (1945)[4], Officier (1945)[5], Commandeur (1953)
- Médaille militaire (1944)[6]
- Croix de guerre 1939-1945 avec douze palmes  et deux étoiles de vermeil

### Décorations soviétiques
- Ordre d'Alexandre Nevski (04/06/1945)[7],[8]
- Ordre de la Guerre patriotique 1° Classe (23/02/1945)
- Médaille pour la capture de Königsberg
- Médaille de la Victoire

## Itinéraire
- Mai-juin 1940 : Reims (1 Heinkel 111 + 1 Dornier 17)
- Jusqu'à fin 1940 : Nîmes
- 1941-1943 : diverses bases d'Algérie et du Maroc
- 28 septembre 1943 : Ain-Séfra
- 30 septembre 1943 : Alger
- 15 octobre 1943 : Le Caire
- 31 octobre 1943 : Téhéran
- 29 décembre 1943 : Astrakhan
- 31 décembre 1943 : Moscou
- 6 janvier 1944 : Toula
- 25 mai 1944 : Boroskoie, Doubrovka
- 15 juillet 1944 : Mikoutani
- 29 juillet 1944 : Alytous
- 18 septembre 1944 : Antonovo (sud-ouest de Kaunas)
- 23 octobre 1944 : Ckierki
- 27 novembre 1944 : Gross-Kalveitchen
- 6 décembre 1944 : Moscou
- 31 décembre 1945 : Gross-Kalveitchen
- 18 janvier 1945 : Dopienen
- 26 janvier 1945 :Gross-Skaisgiren
- 27 janvier 1945 : Labiau
- 5 février 1945 : Powiden (près du lac Drużno)
- 11 février 1945 : Wittenberg
- 25 février 1945 : Friedland
- 7 avril 1945 : Bladiau
- 13 avril 1945 : Eylau
- 8 mai 1945 : Heiligenbeil
- 12 mai 1945 : Elbing
- 1er juin 1945 : Moscou
- 20 juin 1945 : Paris

## Les victoires
Roger Sauvage termine la guerre avec 16 victoires aériennes homologuées plus 1 probable :
- 17 mai 1940 ; Esbly : 1 Heinkel 111
- 16 juin 1940 ; Tours : 1 Dornier 17
- 14 octobre 1944 ; région de Lenvienen (province de Prusse-Orientale) : 1 Focke Wulf 190
- 16 octobre 1944 ; Pilluponen  Prusse-Orientale : 2 Junker 87
- 17 octobre 1944 ; Stallupönen Prusse-Orientale : 1 Focke Wulf 190
- 27 octobre 1944 ; Stallupönen Prusse-Orientale : 1 Focke Wulf 190
- 16 janvier 1945 ; Gumbinnen Prusse-Orientale : 2 Focke Wulf 190
- 17 janvier 1945 ; Kussen Prusse-Orientale : 1 Focke Wulf 190
- 19 janvier 1945 ; Schillen Prusse-Orientale : 3 Focke Wulf 190
- 9 février 1945 ; Bladiau Prusse-Orientale : 1 Messerschmitt Bf 109
- 19 février 1945 ; Pillau Prusse-Orientale : 1 Focke Wulf 190
- 27 mars 1945 ; Pillau Prusse-Orientale : 1 Messerschmitt Bf 109
- 28 mars 1945 ; Pillau province de Prusse-Orientale : 1 Focke Wulf 190

## Vidéographie
- Frères d'armes - Roger Sauvage, série Frères d'Armes, film-portrait raconté par Yvan Attal, co-réalisé par Pascal Blanchard et Rachid Bouchareb 2016, 2 minutes.[voir en ligne]

## Sources
1. ↑  Acte de naissance de Roger Sauvage (acte n° 697 du 26 mars 1917, Paris 20e cote 20N 307). Le nom de son père n'est pas mentionné dans l'acte. Les parents de Marie Adeline Sauvage sont originaires de Belgique d'après leur acte de mariage (acte n° 829 du 27 novembre 1875, Paris 20e)
2. ↑  Jean-Marie Le Pen, Les Français d'abord, Carrère-Michel Lafon, 1984.
3. ↑  Alain Rollat, « M. Jean-Marie Le Pen, superman de l'ordre moral », Le Monde,‎ 29 mai 1984 (lire en ligne, consulté le 16 janvier 2025)
4. ↑  « Excellent chef de dispositif, courageux et habile tireur d'élite. A toujours fait preuve de l'audace la plus réfléchie dans l'accomplissement des missions qui lui étaient confiées. A brillamment participé aux grandes offensives de l'Armée Rouge sur le front de l'Est en 1944 et 1945. Au cours de nombreux combats, a remporté quatorze victoires, portant ainsi son palmarès à seize victoires officielles ». (Croix de Guerre avec palme). Chevalier de la Légion d'Honneur . Décret du 23 juin 1945.
5. ↑  « Chef de dispositif calme et hardi. Vient encore d'affirmer son coup d’œil et son allant le 16 janvier 1945 en abattant au cours du même combat un FW 190 et un autre en collaboration avec son équipier ». (Croix de Guerre avec palme). Officier de la Légion d'Honneur - Décret du 16 novembre 1946 - JO du 7 décembre 1946.
6. ↑  « Excellent chef de patrouille qui a confirmé sa valeur professionnelle au cours de la victorieuse campagne d'été 1944 sur le front germano-soviétique. A participé aux offensives sur Vitebsk, Orcha, la Bérézina, Minok, le Niémen et la Prusse Orientale. Y a effectué 32 missions de guerre, dont 7 escortes de bombardiers profondément en territoire adverse et 4 mitraillages au sol à plus de 100 km chez l'ennemi. Y a livré 3 combats contre la chasse allemande et malgré une forte opposition de la D.C.A a toujours su remplir ces missions avec le maximum d'efficacité ». (Croix de Guerre avec palme). Médaille militaire. Décret du 4 avril 1945.
7. ↑  L'une des plus hautes décorations soviétiques. Six pilotes du Normandie-Niemen ont reçu cette décoration (Risso, Matras, Sauvage, Delfino, Cuffaut, Pouyade).
8. ↑  « Соваж Рэнэ », Общедоступный электронный банк документов «Подвиг народа»

- Un du Normandie-Niemen aux éditions Flammarion rééditée aux éditions J'ai lu Leur aventure N°A23/24)
- « Icare », Revue de l'Aviation française, numéros 62 à 65, 67 et 70.
- Normandie Niemen, par Yves Courrière, éditions Presses de la Cité, 1979
- Les commandants du GC3 Normandie
- Les pilotes de chasse français 1939-1945
- Roger Sauvage